# Vincenzo Foppa
Vincenzo Foppa (c. 1430 - c. 1515) foi um pintor do norte da Itália durante o Renascimento. 
Era um velho contemporâneo de Leonardo da Vinci, nascido em Bagnolo Mella, perto da  Bréscia, na República de Veneza. Mudou-se para Pavia em 1456, tornando-se um dos mais importantes pintores da Lombardia. 
Seu estilo mostra afinidades com Andrea del Castagno e Carlo Crivelli. Giorgio Vasari afirma que estudou em Pádua, onde tinha sido muito influenciado por Andrea Mantegna.
Foi muito aclamado em vida e influenciou os pintores Vincenzo Civerchio e Girolamo Romanino.

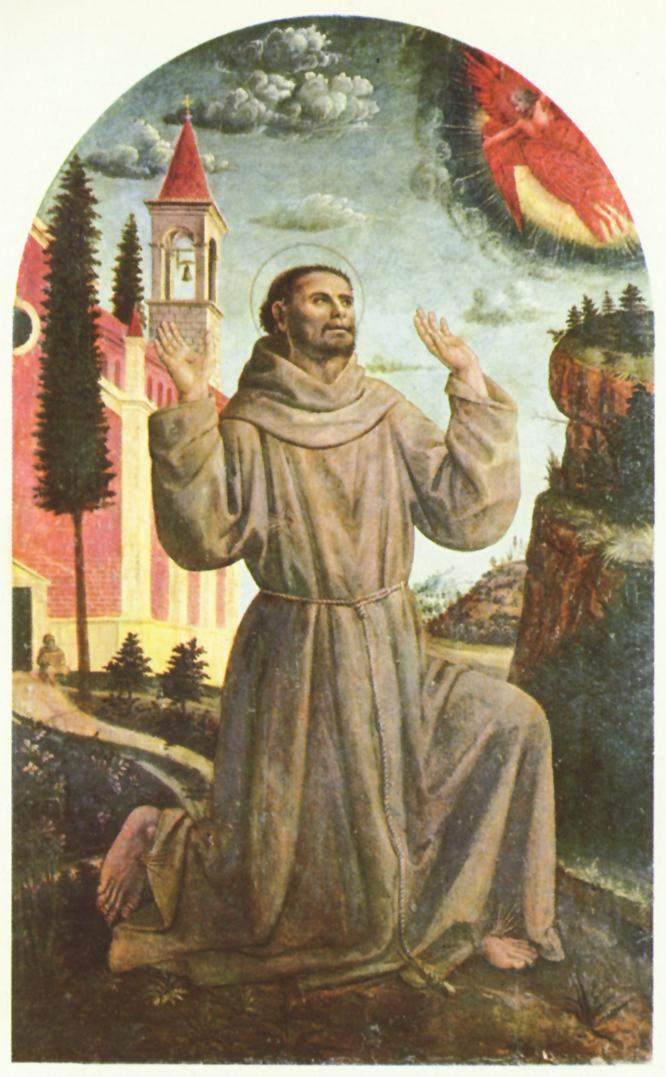
São Francisco de Assis recebendo os estigmas